# Аркона (группа)
Арко́на — российская пейган/фолк-метал-группа.
Группа сочетает в своих композициях как скриминг с гроулингом, так и обычный женский вокал. Главный поэт и композитор группы — Маша «Scream» Архипова.

## История
Группа «Аркона» была образована в начале 2002 года двумя участниками долгопрудненской родноверческой общины, Машей «Scream» Архиповой и Александром «Warlock» Королёвым.
Вначале она называлась «Гиперборея», но в феврале этого же года сменила название на нынешнее. В конце 2002 года группа записала своё первое демо под названием «Русь», после чего приступила к концертной деятельности и выступала с такими группами как «Butterfly Temple», «Pagan Reign», «Сварга», «Rossomahaar». После этого в творчестве группы последовал перерыв по причине отсутствия музыкантов. Но ненадолго: в 2004 году был выпущен дебютный альбом «Возрождение», а в декабре этого же года — второй альбом «Лепта». За это короткое время группу признали одной из лучших в своём жанре.
Увеличив количество музыкальных инструментов и перейдя к более живому звучанию, в 2005 году группа записала третий альбом «Во славу великим». В 2006 году дискографию группы пополнили живой альбом «Жизнь во славу» и одноимённый DVD.
31 октября 2007 года вышел четвёртый полноценный альбом «От сердца к небу».
Март 2008 года явился переломным для группы. «Аркона» выступила одним из хэдлайнеров на крупнейшем европейском pagan metal фестивале Ragnarök Festival V в Германии. Выступление группы горячо поддержало более чем 5000 поклонников pagan metal со всех уголков мира, а по возвращении домой поступило предложение о подписании контракта с одним из крупнейших европейских лейблов Napalm Records, организовавшим издание нового альбома в Европе и 30-дневный европейский тур, завершившийся выступлением на фестивале Brutal Assault.
29 июля 2008 года альбом «От сердца к небу» вышел на «Napalm Records» и получил высокие оценки музыкальных критиков.
В начале ноября 2009 года во всём мире вышел пятый студийный альбом «Гой, Роде, Гой!». Это оказалась самая трудоёмкая и продолжительная запись группы, в которой приняло участие более 40 музыкантов. Впервые группа использовала полновесный хор и струнный квинтет, а особой жемчужиной этого альбома является 15-минутная сага «На моей Земле» с участием музыкантов групп Månegarm, Obtest, Skyforger, Menhir и Heidevolk, повествующая о путешествии славянина по странам Европы. Партии этнических инструментов на этом альбоме разделили между собой Владимир Череповский и его ученик Владимир «Волк», ставший постоянным членом группы.
С 2010 года начинается череда концертных туров: Paganfest, вместе с Eluveitie, Finntroll, Dornenreich и Varg в 12 странах Европы. За ним следует масштабный тур по СНГ, совместный европейский тур с Korpiklaani, фестиваль Metalfest, и в завершение всего — полуторамесячный сольный тур, протянувшийся от стран Балканского полуострова до Скандинавии.
В мае 2011 года вышел мини-альбом «Стенка на стенку». Он содержит песни, записанные в 2009—2011 годах, но не нашедшие место в следующем альбоме.
Летом 2011 года группа участвует в масштабных европейских метал-фестивалях, в том числе Hellfest, Graspop, Exit, Metal Camp, With Full Force, Metalfest и других.
В августе 2011 года вышел шестой альбом, который получил название «Слово». «Аркона» представила на записи профессиональный хор и камерный оркестр, а оформлением буклета занимался художник Крис Вервимп. Альбом издан на лейбле «Napalm Records».
Сразу после выпуска альбома «Слово» «Аркона» едет в Heidenfest tour 2011 по 10 странам Европы, вместе с Finntroll, Turisas, Alestorm, Trollfest и Skalmold. После этого группа открывает для себя североамериканский континент: группа играет 36 концертов в США, Канаде и Мексике.
После возвращения из Paganfest tour 2013 и круиза 70,000 Tons of Metal группа начала подготовку к своему седьмому студийному альбому под названием «Явь», но в октябре временно приостановила работу над альбомом для того, чтобы поехать в самый масштабный тур в своей истории: начав с своего первого headliner тура в Северной Америке, продолжив в его в Южной Америке и закончив его в 11 странах Европы в качестве специального гостевого участника в туре c Therion.
В апреле 2014 года вышел седьмой альбом группы «Явь». Этот альбом ознаменовал начало нового периода в творческом пути группы и является на данный момент самым неоднозначным. Композиции поменяли свою направленность и стали более мрачными, был отмечен переход от преобладания партий народных инструментов и хора к преобладанию вокальных партий Марии.
Осенью 2014 года «Аркона» впервые посещает с концертами Китай, а затем отправляется на 8-недельный европейский тур с Eluveitie.
В ноябре 2016 года «Аркона» выпускает переиздание дебютного альбома «Возрождение». Альбом был полностью перезаписан с живыми духовыми инструментами, оформление было выполнено Крисом Вервимпом. В ноябре-декабре 2016 года группа гастролирует по Северной Америке вместе с Epica, Fleshgod Apocalypse, The Agonist.
19 января 2018 года вышел восьмой студийный альбом «Храм», получивший высокие оценки от ведущих метал-изданий, а в августе 2018 группа впервые выступила на Wacken Open Air.
Творчество группы популярно в среде людей, разделяющих националистические взгляды (так, композиция «Русь» была использована в печально известном видео «Казнь дага и таджика»). По заверениям участников группы, они не поддерживают никакие политические движения и осуждают экстремизм в любой форме.

## Состав

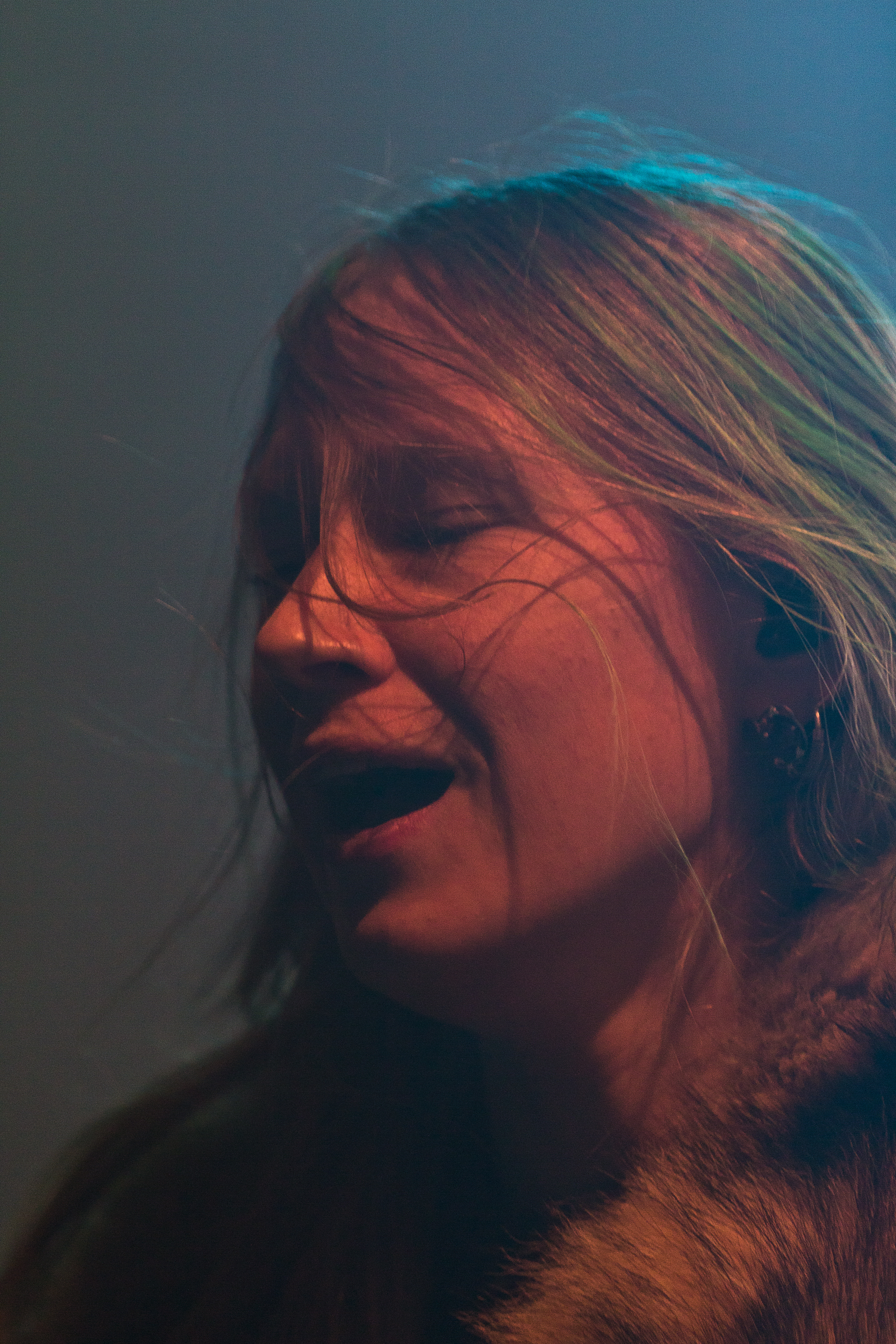
Мария Архипова на фестивале Wave-Gotik-Treffen 2015

### Текущий состав
- Мария «Маша Scream» Архипова — вокал, screaming, growling, хоровое пение, горловое пение, тамбурин, шейкер, комуз, бубен, бойран, клавишные (с 2002)
- Сергей «Лазарь» Атрашкевич — гитара (с 2003)
- Руслан «Князь» Оганян — бас (с 2003)
- Владимир «Волк» Решетников — духовые этнические инструменты (с 2011)

### Бывшие участники
- Илья Богатырев — гитара (2002—2003)
- Евгений Князев — гитара (2002—2003)
- Евгений Борзов — бас (2002—2003)
- Александр «Warlock» Королёв — барабаны (2002—2003)
- Ольга Логинова — клавиши (2002—2003)
- Влад «Артист» Соколов — барабаны (2003—2014)
- Андрей Ищенко — барабаны (2014—2020)

### Приглашенные участники
- Kevin Paradis - барабаны (2020) для альбома "Кобь"

## Дискография

### Студийные альбомы
- 2004 — «Возрождение»
- 2004 — «Лепта»
- 2005 — «Во славу великим!»
- 2007 — «От сердца к небу»
- 2009 — «Гой, Роде, гой!»
- 2011 — «Стенка на стенку» (мини-альбом)
- 2011 — «Слово»
- 2014 — «Явь»
- 2018 — «Храм»
- 2023 — «Кобь»

### Концертные записи
- 2006 — «Жизнь во славу…»
- 2009 — «Ночь Велесова»
- 2012 — «Битва в Воронеже»
- 2013 — «10 лет во славу»

### Демо
- 2002 — «Русь»

### Клипы
| Название                 | Год выпуска | Режиссёр клипа                 | Оператор                        | Производство                       | Альбом                      |
| ------------------------ | ----------- | ------------------------------ | ------------------------------- | ---------------------------------- | --------------------------- |
| Покровы небесного старца | 2008        | Юрий Ерёмин                    |                                 |                                    | «От сердца к небу»          |
| Славься, Русь!           | 2008        | Юрий Ерёмин                    |                                 |                                    | «От сердца к небу»          |
| Гой, Роде, гой!          | 2009        | Юрий Ерёмин                    |                                 |                                    | «Гой, Роде, гой!»           |
| Лики бессмертных богов   | 2010        | Юрий Ерёмин                    |                                 |                                    | «Гой, Роде, гой!»           |
| Ярило (live)             | 2010        | Мария Анохина                  |                                 |                                    | «Гой, Роде, гой!»           |
| Стенка на стенку         | 2011        |                                |                                 |                                    | «Стенка на стенку», «Слово» |
| Славься, Русь! (live)    | 2013        |                                |                                 |                                    | «10 лет во Славу»           |
| Зов пустых деревень      | 2015        | Александр Кадянов Тимур Авдали | Бухтеев Алексей Сергей Алексеев | Boroda Production Lions Production | «Явь»                       |
| В погоне за белой тенью  | 2018        |                                |                                 | Boroda Production                  | «Храм»                      |